# Piper pendentispicum
Piper pendentispicum är en pepparväxtart som beskrevs av Trel. & Yunck.. Piper pendentispicum ingår i släktet Piper och familjen pepparväxter. Utöver nominatformen finns också underarten P. p. furcatipilosum.